# 관구수
관구 수(毌丘秀, ? ~ ?)는 중국 삼국시대 위나라의 무장 관구검의 아우이다.

## 생애
관구검이 사마소와 사마사에 대항해 봉기할 때 함께 봉기했다. 그러나 사마사와의 전쟁이 실패로 돌아가자 관구검 및 그의 손자 관구중(毌丘重)과 함께 도주했다. 그러나 도주 중에 안풍진(安風津) 도위부(都尉部)의 백성인 장속(張屬)이 나아가 활을 쏘아 관구검을 죽였고, 이에 크게 놀란 관구수는 관구중과 함께 달아나 오나라로 들어갔다.